# Premi Emmy 2008
La cerimonia della 60ª edizione dei Primetime Emmy Awards (60th Primetime Emmy Awards) si è tenuta al Nokia Theatre di Los Angeles il 21 settembre 2008.
La cerimonia è stata presentata da Tom Bergeron, Heidi Klum, Howie Mandel, Jeff Probst e Ryan Seacrest (tutti nominati per i loro rispettivi reality show) e trasmessa dalla ABC.
I Creative Arts Emmy Awards sono stati consegnati il 13 settembre.

## Primetime Emmy Awards

### Migliore serie drammatica
- Mad Men
- Boston Legal
- Damages
- Dexter
- Dr. House - Medical Division
- Lost

### Migliore serie comica o commedia

18 candidature e 7 premi per la serie televisiva 30 Rock.

- 30 Rock
- Curb Your Enthusiasm
- Entourage
- The Office
- Due uomini e mezzo

### Migliore miniserie
- John Adams, regia di Tom Hooper
- The Andromeda Strain, regia di Mikael Salomon
- Cranford, regia di Simon Curtis e Steve Hudson
- Tin Man, regia di Nick Willing

### Migliore film per la televisione
- Recount, regia di Jay Roach
- Bernard & Doris - Complici amici (Bernard & Doris), regia di Bob Balaban
- Extras: The Extra Special Series Finale, regia di Ricky Gervais e Stephen Merchant
- Figlia del silenzio (The Memory Keeper's Daughter), regia di Mick Jackson
- A Raisin in the Sun - Un grappolo di sole (A Raisin in the Sun), regia di Kenny Leon

### Migliore attore in una serie drammatica
- Bryan Cranston (Walter White) – Breaking Bad
- Gabriel Byrne (Paul Weston) – In Treatment
- Michael C. Hall (Dexter Morgan) – Dexter
- Jon Hamm (Don Draper) – Mad Men
- Hugh Laurie (Gregory House) – Dr. House - Medical Division
- James Spader (Alan Shore) – Boston Legal

### Migliore attore in una serie comica o commedia
- Alec Baldwin (Jack Donaghy) – 30 Rock
- Steve Carell (Michael Scott) – The Office
- Lee Pace (Ned) – Pushing Daisies
- Tony Shalhoub (Adrian Monk) – Detective Monk
- Charlie Sheen (Charlie Harper) – Due uomini e mezzo

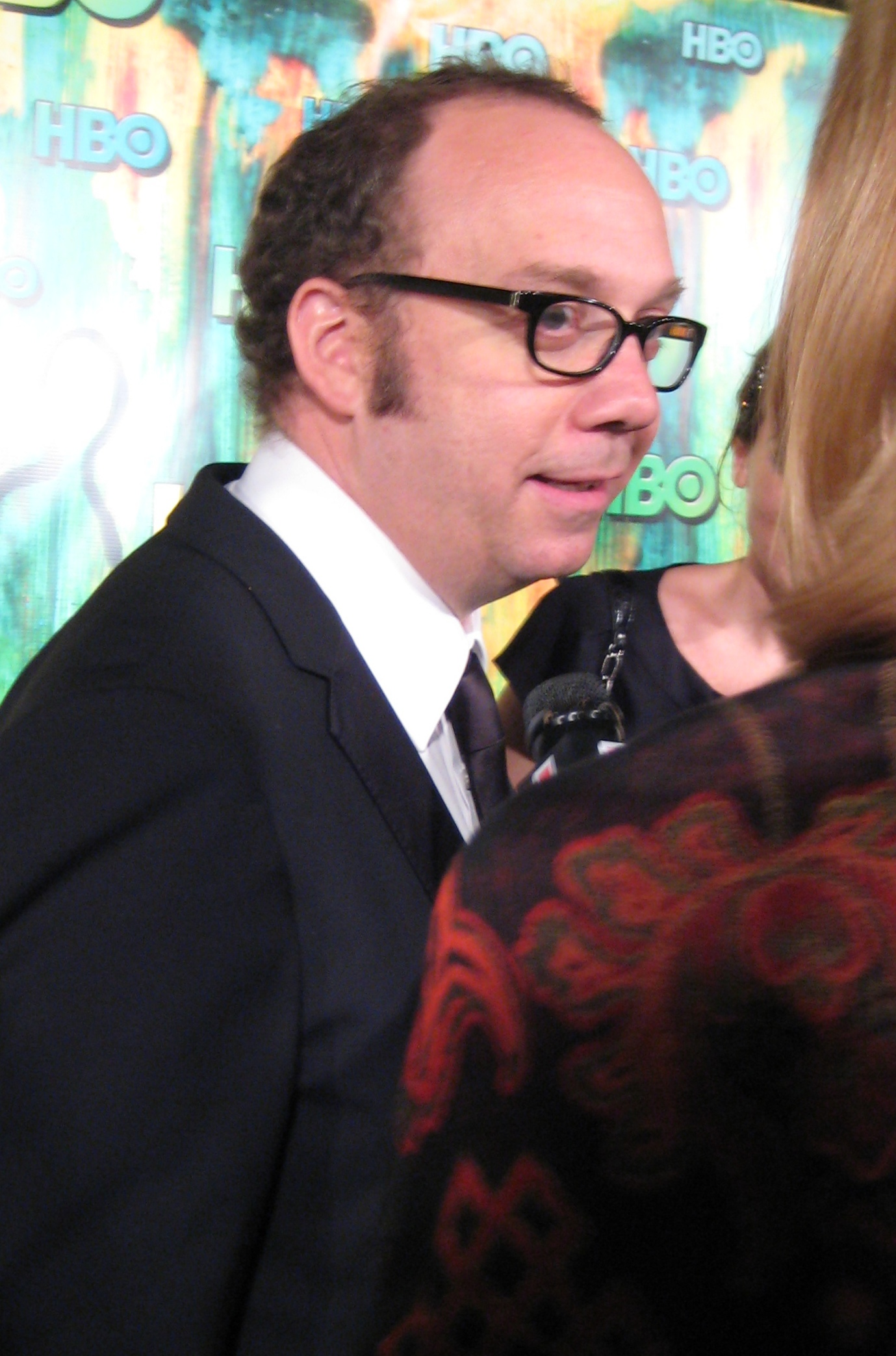
Paul Giamatti, migliore attore in una miniserie (John Adams).

### Migliore attore in una miniserie o film per la televisione
- Paul Giamatti (John Adams) – John Adams
- Ralph Fiennes (Bernard Lafferty) – Bernard & Doris - Complici amici
- Ricky Gervais (Andy Millman) – Extras: The Extra Special Series Finale
- Kevin Spacey (Roon Klain) – Recount
- Tom Wilkinson (James Baker) – Recount

### Migliore attrice in una serie drammatica
- Glenn Close (Patricia "Patty" Hewes) – Damages
- Sally Field (Nora Walker) – Brothers & Sisters
- Mariska Hargitay (Olivia Benson) – Law & Order: Unità Speciale
- Holly Hunter (Grace Hanadarko) – Saving Grace
- Kyra Sedgwick (Brenda Leigh Johnson) – The Closer

### Migliore attrice in una serie comica o commedia
- Tina Fey (Liz Lemon) – 30 Rock
- Christina Applegate (Samantha "Sam" Newly) – Samantha chi?
- America Ferrera (Betty Suarez) – Ugly Betty
- Julia Louis-Dreyfus (Christine Campbell) – La complicata vita di Christine
- Mary-Louise Parker (Nancy Botwin) – Weeds

### Migliore attrice in una miniserie o film per la televisione
- Laura Linney (Abigail Adams) – John Adams
- Judi Dench (Matty Jenkyns) – Cranford
- Catherine Keener (Gertrude Baniszewski) – An American Crime, regia di Tommy O'Haver
- Phylicia Rashād (Lana Younger) – A Raisin in the Sun - Un grappolo di sole
- Susan Sarandon (Doris Duke) – Bernard & Doris - Complici amici

### Migliore attore non protagonista in una serie drammatica
- Željko Ivanek (Ray Fiske) – Damages
- Ted Danson (Arthur Frobisher) – Damages
- Michael Emerson (Benjamin Linus) – Lost
- William Shatner (Denny Crane) – Boston Legal
- John Slattery (Roger Sterling) – Mad Men

### Migliore attore non protagonista in una serie comica o commedia
- Jeremy Piven (Ari Gold) – Entourage
- Jon Cryer (Alan Harper) – Due uomini e mezzo
- Kevin Dillon (Johnny "Drama" Chase) – Entourage
- Neil Patrick Harris (Barney Stinson) – How I Met Your Mother
- Rainn Wilson (Dwight Schrute) – The Office

### Migliore attore non protagonista in una miniserie o film per la televisione
- Tom Wilkinson (Benjamin Franklin) – John Adams
- Bob Balaban (Benjamin Ginsburg) – Recount
- Stephen Dillane (Thomas Jefferson) – John Adams
- Denis Leary (Michael Whouley) – Recount
- David Morse (George Washington) – John Adams

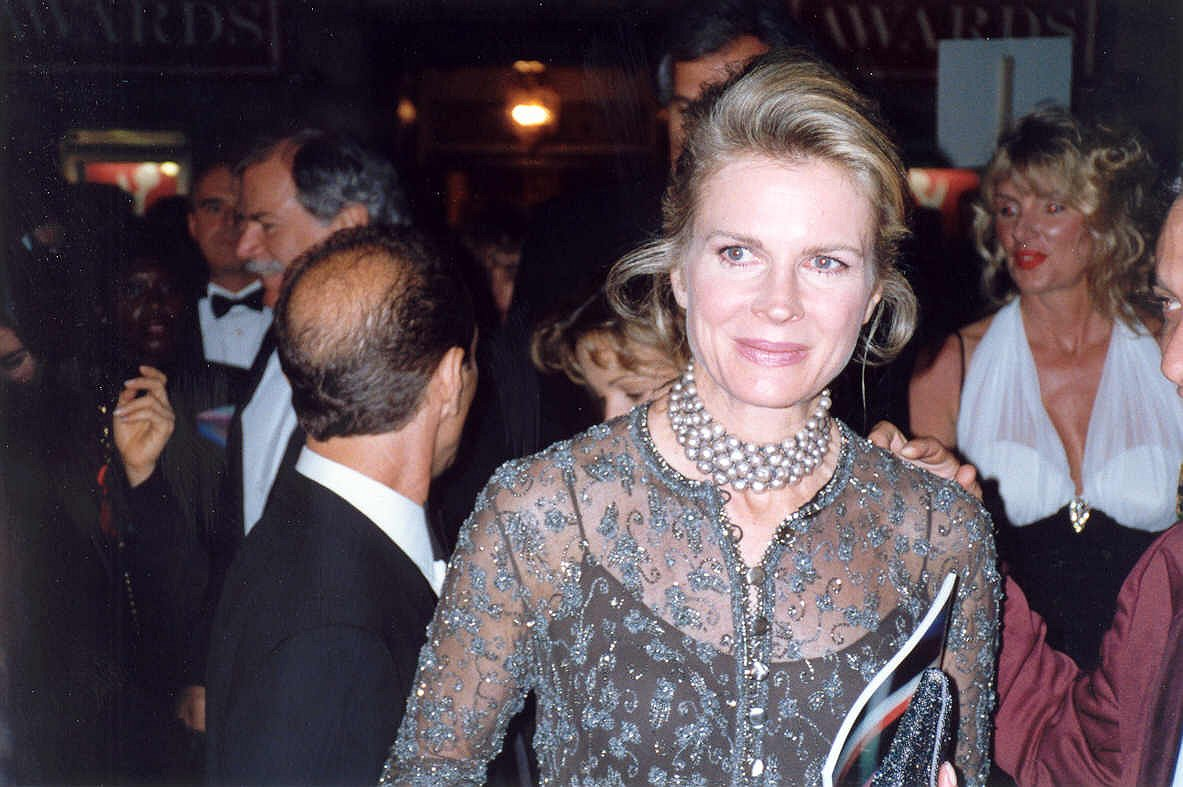
Candice Bergen, nominata come migliore attrice non protagonista per la serie drammatica Boston Legal.

### Migliore attrice non protagonista in una serie drammatica
- Dianne Wiest (Gina) – In Treatment
- Candice Bergen (Shirley Schmidt) – Boston Legal
- Rachel Griffiths (Sarah Whedon) – Brothers & Sisters
- Sandra Oh (Cristina Yang) – Grey's Anatomy
- Chandra Wilson (Miranda Bailey) – Grey's Anatomy

### Migliore attrice non protagonista in una serie comica o commedia
- Jean Smart (Regina Newly) – Samantha chi?
- Kristin Chenoweth (Olive Snook) – Pushing Daisies
- Amy Poehler (vari) – Saturday Night Live
- Holland Taylor (Evelyn Harper) – Due uomini e mezzo
- Vanessa L. Williams (Wilhelmina Slater) – Ugly Betty

### Migliore attrice non protagonista in una miniserie o film per la televisione
- Eileen Atkins (Miss Deborah) – Cranford
- Laura Dern (Katherine Harris) – Recount
- Ashley Jensen (Maggie Jacobs) – Extras: The Extra Special Series Finale
- Audra McDonald (Ruth Younger) – A Raisin in the Sun - Un grappolo di sole
- Alfre Woodard (Edna Reilly) – Il mondo di Hollis Woods, regia di Tony Bill

### Migliore regia per una serie drammatica
- Dr. House - Medical Division – Greg Yaitanes per l'episodio La testa di House
- Boston Legal – Arlene Sanford per l'episodio Veri uomini
- Breaking Bad – Vince Gilligan per l'episodio Questione di chimica
- Damages – Allen Coulter per l'episodio Il caso Frobisher
- Mad Men – Alan Taylor per l'episodio Fumo negli occhi

### Migliore regia per una serie comica o commedia
- Pushing Daisies – Barry Sonnenfeld per l'episodio Il ritorno di Chuck
- 30 Rock – Michael Engler per l'episodio La fuga di Liz
- Entourage – Dan Attias per l'episodio Il viaggio impossibile
- Flight of the Conchords – James Bobin per l'episodio Sally Returns
- The Office – Paul Feig per l'episodio Goodbye, Toby
- The Office – Paul Lieberstein per l'episodio Money

### Migliore regia per una miniserie o film per la televisione
- Recount – Jay Roach
- Bernard & Doris - Complici amici – Bob Balaban
- The Company – Mikael Salomon
- Extras: The Extra Special Series Finale – Ricky Gervais e Stephen Merchant
- John Adams – Tom Hooper

### Migliore sceneggiatura per una serie drammatica
- Mad Men – Matthew Weiner per l'episodio Fumo negli occhi
- Battlestar Galactica – Michael Angeli per l'episodio Gli ultimi cinque
- Damages – Todd A. Kessler, Glenn Kessler e Daniel Zelman per l'episodio Il caso Frobisher
- Mad Men – Matthew Weiner e Robin Veith per l'episodio La ruota del destino
- The Wire – David Simon e Ed Burns per l'episodio -30-

### Migliore sceneggiatura per una serie comica o commedia
- 30 Rock – Tina Fey per l'episodio Gravidanza (in)desiderata
- 30 Rock – Jack Burditt per l'episodio La fuga di Liz
- Flight of the Conchords – James Bobin, Jemaine Clement e Bret McKenzie per l'episodio Yoko
- The Office – Lee Eisenberg e Gene Stupnitsky per l'episodio Dinner Party
- Pushing Daisies – Bryan Fuller per l'episodio Il ritorno di Chuck

### Migliore sceneggiatura per una miniserie o film per la televisione
- John Adams – Kirk Ellis per l'episodio Part 2: Independence
- Bernard & Doris - Complici amici – Hugh Costello
- Cranford – Heidi Thomas
- Extras: The Extra Special Series Finale – Ricky Gervais e Stephen Merchant per l'episodio Christmas Special
- Recount – Danny Strong

## Creative Arts Emmy Awards
I Primetime Creative Arts Emmy Awards sono stati consegnati il 13 settembre 2008.
Segue una lista parziale dei premi assegnati con i rispettivi vincitori:
- Migliore serie animata della durata massima di un'ora: I Simpson per l'episodio Se mi ubriachi cancello i Simpson
- Migliore serie animata della durata minima di un'ora: South Park per l'episodio Imaginationland
- Miglior attore ospite in una serie tv drammatica: Glynn Turman (Alex Sr.) per In Treatment
- Miglior attore ospite in una serie tv commedia: Tim Conway (Buck Bright) per 30 Rock
- Miglior attrice ospite in una serie tv drammatica: Cynthia Nixon (Janis Donovan) per Law & Order: Unità Speciale
- Miglior attrice ospite in una serie tv commedia: Kathryn Joosten (Karen McClusky) per Desperate Housewives
- Migliore casting per una serie tv drammatica: Damages
- Migliore casting per una serie tv comica o commedia: 30 Rock
- Migliore casting per una miniserie o un film per la televisione: John Adams